# جورجیو کرونا

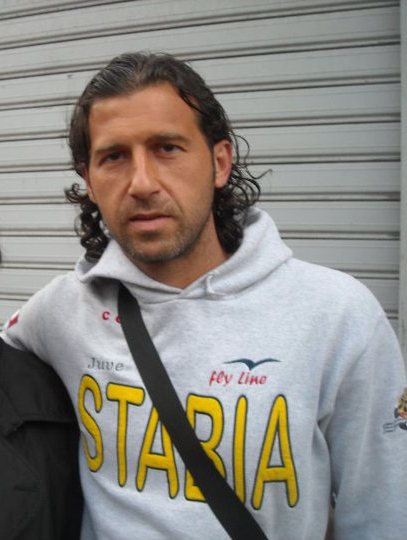
جورجیو کرونا در سال ۲۰۱۱

جورجیو کرونا (انگلیسی: Giorgio Corona؛ زادهٔ ۱۵ مهٔ ۱۹۷۴) بازیکن فوتبال اهل ایتالیا است.
از باشگاه‌هایی که در آن بازی کرده‌است می‌توان به باشگاه فوتبال کاتانیا، باشگاه فوتبال یووه استابیا، و باشگاه فوتبال مسینا اشاره کرد.